# Холандија на Светском првенству у атлетици на отвореном 2015.
Холандија је на Светском првенству у атлетици на отвореном 2015. одржаном у Пекингу од 22. до 30. августа, учествовала петнаести пут, односно учествовала је на свим првенствима до данас. Репрезентацију Холандије представљало је 21 такмичара (10 мушкараца и 11 жена) у 17 (8 мушких и 9 женских) дисциплина.,
На овом првенству Холандија је по броју освојених медаља заузела 12. место са три медаље (златна, сребрна и бронзана). Оборен је 1 рекорд првенства, 1 европски, 5 национална и 11 личних рекорда и остварена су 1 најбољи светски, 5 најбоља национална и 17 најбоља лична резултата сезоне. У табели успешности према броју и пласману такмичара који су учествовали у финалним такмичењима (првих 8 такмичара) Холандија је са 6 учесника у финалу заузела 14. место са 28 бодова.
| Плас. | Земља     | 1. место | 2. место | 3. место | 4. место | 5. место | 6. место | 7. место | 8. место | Бр. финал. | Бод. |
| ----- | --------- | -------- | -------- | -------- | -------- | -------- | -------- | -------- | -------- | ---------- | ---- |
| 14.   | Холандија | 1        | 1        | 1        | 1        | 0        | 0        | 0        | 2        | 6          | 28   |

## Учесници
Учествовало је 21 такмичара (10 мушкараца и 11 жена).
| Мушкарци: - Чуранди Мартина — 100 м, 200 м - Лимарвин Боневасија — 400 м, 4 × 100 м - Тијмен Куперс — 800 м - Dennis Licht — 5.000 м - Solomon Bockarie — 4 × 100 м - Patrick van Luijk — 4 × 100 м - Хенсли Паулина — 4 × 100 м - Игнисиус Гајса — Скок удаљ - Елко Синтниколас — Десетобој - Питер Браун — Десетобој | Жене: - Дафне Схиперс — 100 м, 200 м, 4 × 100 м - Наоми Седнеј — 100 м, 4 × 100 м - Џамил Самјуел — 100 м, 4 × 100 м - Сифан Хасан — 800 м, 1.500 м - Морин Костер — 1.500 м, 5.000 м - Сузан Куијкен — 5.000 м, 10.000 м - Јип Вастенбург — 10.000 м - Фемке Плуим — Скок мотком - Надин Висер — Седмобој, 4 × 100 м - Надин Брурсен — Седмобој - Аноук Ветер — Седмобој |  |

## Освајачи медаља

### Злато (1)
- Дафне Схиперс — 200 м

### Сребро (1)
- Дафне Схиперс — 100 м

### Бронза (1)
- Сифан Хасан — 1.500 м

## Резултати

### Мушкарци
| Атлетичар                                                              | Дисциплина | Лични рекорд        | Предтакмичење   | Предтакмичење   | Квалификације | Квалификације | Полуфинале   | Полуфинале                               | Финале                | Финале       | Детаљи |
| Атлетичар                                                              | Дисциплина | Лични рекорд        | Резултат        | Место           | Резултат      | Место         | Резултат     | Место                                    | Резултат              | Место        | Детаљи |
| ---------------------------------------------------------------------- | ---------- | ------------------- | --------------- | --------------- | ------------- | ------------- | ------------ | ---------------------------------------- | --------------------- | ------------ | ------ |
| Чуранди Мартина                                                        | 100 м      | 9,91 (+0,7 м/с) НР  | с л о б о д а н | с л о б о д а н | 10,06 КВ, ЛРС | 3. у гр. 7    | 10,09        | 5. у гр. 3                               | Нису се квалификовали | 16 / 53 (56) |        |
| Чуранди Мартина                                                        | 200 м      | 19,85 (+1,4 м/с) НР |                 |                 | 22,22 КВ, ЛРС | 2. у гр. 2    | 20,20 ЛРС    | 3. у гр. 1                               | Нису се квалификовали | 10 / 54 (60) |        |
| Лимарвин Боневасија                                                    | 400 м      | 45,40 НР            | 44,72 кв, НР    | 5. у гр. 2      | 45,65         | 8. у гр. 2    | 24 / 44 (45) |                                          | Нису се квалификовали |              |        |
| Тијмен Куперс                                                          | 800 м      | 1:45,76             | 1:46,70 кв      | 6. у гр. 4      | 1:47,74       | 8. у гр. 2    | 16 / 44 (45) |                                          | Нису се квалификовали |              |        |
| Dennis Licht                                                           | 5.000 м    | 13:23,00            | 13:57,61        | 12. у гр. 1     |               |               | 28 / 39 (41) | Архивирано на веб-сајту (30. април 2018) | Нису се квалификовали |              |        |
| Solomon Bockarie Patrick van Luijk Лимарвин Боневасија2 Хенсли Паулина | 4 х 100 м  | 38,29 НР            | 38,41 кв НРС    | 6. у гр. 2      | 9 / 12 (14)   |               |              |                                          | Нису се квалификовали |              |        |
| Игнисиус Гајса                                                         | Скок удаљ  | 8,43                | 7,77            | 13. у гр. Б     | 22 / 28 (32)  |               |              |                                          | Нису се квалификовали |              |        |

- Атлетичар у штафети означен бројем учествовао је и у појединачним дисциплинама.

#### Десетобој
| Дисциплина    | Елко Синтниколас | Елко Синтниколас | Елко Синтниколас | Елко Синтниколас | Елко Синтниколас | Елко Синтниколас |
| Дисциплина    | Лични рекорд     | Резултат         | Бод.             | Плас.            | Укупно           | Плас.            |
| ------------- | ---------------- | ---------------- | ---------------- | ---------------- | ---------------- | ---------------- |
| 100 м         | 10,71            | 10,62 ЛР         | 947              | 6.               |                  |                  |
| Скок удаљ     | 7,65             | 7,50             | 935              | 10.              | 1.882            | 6.               |
| Бацање кугле  | 14,67            | 14,65            | 768              | 7.               | 2.650            | 4.               |
| Скок увис     | 2,08 д           | 1,92             | 731              | 25.              | 3.381            | 12.              |
| 400 м         | 47,88            | 47,93 ЛРС        | 913              | 10.              | 4.294            | 11.              |
| 100 м препоне | 13,92            | НС               | 0                | 0                | 4.294            |                  |
| Бацање диска  | 43,38            |                  |                  |                  |                  |                  |
| Скок мотком   | 5,45             |                  |                  |                  |                  |                  |
| Бацање копља  | 63,59            |                  |                  |                  |                  |                  |
| 1.500 м       | 4:22,29          |                  |                  |                  |                  |                  |
| Десетобој     | 8.506 НР         |                  |                  |                  | НЗ               |                  |

| Дисциплина    | Питер Браун  | Питер Браун | Питер Браун | Питер Браун | Питер Браун | Питер Браун  |
| Дисциплина    | Лични рекорд | Резултат    | Бод.        | Плас.       | Укупно      | Плас.        |
| ------------- | ------------ | ----------- | ----------- | ----------- | ----------- | ------------ |
| 100 м         | 10,97        | 11,11       | 836         | 22.         |             |              |
| Скок удаљ     | 7,53         | 7,29        | 883         | 16.         | 1.719       | 18.          |
| Бацање кугле  | 14,87        | 13,90       | 722         | 18.         | 2.441       | 18.          |
| Скок увис     | 2,03         | 2,04 ЛР     | 840         | 13.         | 3.281       | 19.          |
| 400 м         | 48,02        | 48,24       | 898         | 13.         | 4.179       | 16.          |
| 110 м препоне | 14,13        | 14,37       | 927         | 9.          | 5.106       | 13.          |
| Бацање диска  | 42,80        | 42,09       | 707         | 15.         | 5.813       | 12.          |
| Скок мотком   | 4,90         | 4,90 ЛР     | 880         | 8.          | 6.693       | 14.          |
| Бацање копља  | 60,48        | 56,95       | 692         | 13.         | 7.385       | 15.          |
| 1.500 м       | 4:28,18      | 4:32,46     | 729         | 10.         |             |              |
| Десетобој     | 8.197        |             |             |             | 8.144       | 12 / 22 (29) |

### Жене
| Атлетичарка                                             | Дисциплина  | Лични рекорд | Квалификације      | Квалификације      | Полуфинале            | Полуфинале            | Финале                                    | Финале                | Детаљи                                      |
| Атлетичарка                                             | Дисциплина  | Лични рекорд | Резултат           | Место              | Резултат              | Место                 | Резултат                                  | Место                 | Детаљи                                      |
| ------------------------------------------------------- | ----------- | ------------ | ------------------ | ------------------ | --------------------- | --------------------- | ----------------------------------------- | --------------------- | ------------------------------------------- |
| Наоми Седнеј                                            | 100 м       | 11,34        | 11,41              | 4. у гр. 2         | Није се квалификовала | Није се квалификовала | Није се квалификовала                     | 30 / 37               | rowspan="2" \|                              |
| Џамила Самјуел                                          | 100 м       | 11,12        | дисквалификована   | дисквалификована   | дисквалификована      | Није се квалификовала | Није се квалификовала                     | Није се квалификовала | Није се квалификовала                       |
| Дафне Схиперс                                           | 100 м       | 10,92        | 11,01 КВ           | 1. у гр. 5         | 10,83 КВ, НР          | 1. у гр. 3            | 10,81 НР                                  |                       |                                             |
| Дафне Схиперс                                           | 200 м       | 22,03 НР     | 22,58 КВ           | 1. у гр. 6         | 22,36 КВ              | 1. у гр. 2            | 21,63 СРС, РП, ЕР, НР                     |                       | Архивирано на веб-сајту (28. август 2015)   |
| Сифан Хасан                                             | 800 м       | 1:59,46      | 1:59,94 КВ         | 3. у гр. 2         | 1:58,50 ЛР            | 5. у гр. 3            | Није се квалификовала                     | 9 / 44 (45)           |                                             |
| Сифан Хасан                                             | 1.500 м     | 3:56,05 НР   | 4:09,52 КВ         | 1. у гр. 2         | 4:15,38 КВ            | 1. у гр. 1            | 4:09,34                                   |                       |                                             |
| Морин Костер                                            | 1.500 м     | 3:59,79      | 4:05,55 КВ         | 4. у гр. 3         | 4:10,95               | 9. у гр. 2            | Није се квалификовала                     | 16 / 34 (35)          |                                             |
| Морин Костер                                            | 5.000 м     | 15:07,73     | Није завршила трку | Није завршила трку |                       |                       | Није се квалификовала                     | Није се квалификовала | Архивирано на веб-сајту (30. новембар 2015) |
| Сузан Куијкен                                           | 5.000 м     | 15:04,36     | 15:25,67 КВ        | 5. у гр. 1         | 15:08,00              | 8 / 24 (27)           | Архивирано на веб-сајту (30. август 2015) |                       |                                             |
| Сузан Куијкен                                           | 10.000 м    | 31:31,97     |                    |                    |                       |                       | 31:54,32                                  | 10 / 25               | Архивирано на веб-сајту (25. август 2015)   |
| Јип Вастенбург                                          | 10.000 м    | 31:35,48     | 32:03,03           | 11 / 25            |                       |                       |                                           |                       | Архивирано на веб-сајту (25. август 2015)   |
| Надин Висер2 Дафне Схиперс2 Наоми Седнеј2 Џамил Самјуел | 4 х 100 м   | 42,40 НР     | 42,32 КВ, НР       | 3. у гр. 1         |                       |                       | дисквалификоване                          | дисквалификоване      |                                             |
| Фемке Плуим                                             | Скок мотком | 4,55 НР      | 4,30               | 11. у гр. Б        | Није се квалификовала | 21 / 26 (29)          |                                           |                       |                                             |

- Атлетичарке у штафети означене бројем 2 су учествовале и у некој од појединачних дисциплина.

#### Седмобој
| Атлетичарка   | Дисциплина | 100 м пр | Вис      | Кугла | 200 м | Даљ  | Копље | 800 м      | Укупно | Пласман      | Белешка |
| ------------- | ---------- | -------- | -------- | ----- | ----- | ---- | ----- | ---------- | ------ | ------------ | ------- |
| Надин Висер   | Резултат   | 12,81 ЛР | 1,80 ЛР  | 13,16 | 23,78 | 6,14 | 40,07 | 2:13,72 ЛР | 6.344  | 8 / 28 (36)  |         |
| Надин Висер   | Бодови     | 1.153    | 978      | 738   | 1.002 | 893  | 669   | 911        | 6.344  | 8 / 28 (36)  |         |
| Надин Брурсен | Резултат   | 13,55    | 1,86 ЛРС | 14,59 | 25,41 | 6,20 | 53,52 | 2:16,58    | 6.491  | 4 / 28 (36)  |         |
| Надин Брурсен | Бодови     | 1.043    | 1.054    | 833   | 850   | 912  | 928   | 871        | 6.491  | 4 / 28 (36)  |         |
| Аноук Ветер   | Резултат   | 13,61    | 1,77 ЛРС | 14,24 | 24,53 | 6,11 | 51,78 | 2:23,71    | 6.267  | 12 / 28 (36) |         |
| Аноук Ветер   | Бодови     | 1.034    | 941      | 810   | 930   | 883  | 895   | 774        | 6.267  | 12 / 28 (36) |         |